# 8 (Statik Selektah)
8 è l'ottavo album del produttore hip hop statunitense Statik Selektah, pubblicato nel 2017.
| Recensione | Giudizio |
| ---------- | -------- |
| RapReviews | [ 2 ]    |
| Pitchfork  | [ 3 ]    |
| HipHopDX   | [ 4 ]    |

## Tracce
1. Harley's Blues (The World Could Save) (featuring Harley Harl & Francesca) – 1:37
2. Man of the Hour (featuring 2 Chainz & Wiz Khalifa) – 3:04
3. Put Jewels On It (featuring Run the Jewels) – 2:34
4. Watching Myself (featuring Action Bronson) – 2:40
5. Get Down (featuring Wale & Phil Ade) – 2:40
6. Ain't a Damn Thing Change (featuring G-Eazy, Joey Badass & Enisa) – 3:12
7. But You Don't Hear Me Tho (featuring The LOX & Mtume) – 3:59
8. No. 8 (featuring Conway, Westside Gunn & Termanology) – 3:42
9. What Can We Do (Parts 1 & 2) (featuring ANoyd, Crimeapple, Avenue, Nick Grant, Millyz & Chris Rivers) – 6:37
10. Don't Run (featuring Joyner Lucas) – 4:32
11. Go Gettas (featuring Wais P, Sean Price & Tek) – 3:47
12. Slept to Death (featuring Curren$y & Cousin Stizz) – 3:09
13. Everything (Show Me Love) (featuring PnB Rock & Lil Fame) – 3:03
14. Nobody Move (featuring Raekwon & Royce da 5'9") – 3:31
15. Shakem Up (featuring B-Real & Everlast) – 2:26
16. Pull the Curtain Back (featuring No Malice) – 1:47
17. Disrespekt (featuring Prodigy) – 2:17
18. All Said & Done /// (JFK's 8 Ball Outro) (featuring Plays & Juelz Santana) – 6:00

## Classifiche
| Classifica (2017)     | Posizione massima |
| --------------------- | ----------------- |
| US Heatseekers Albums | 4                 |
| US Independent Albums | 44                |